# Хусје (Карловац)
Хусје је насељено место у саставу града Карловца, Карловачка жупанија, Република Хрватска.

## Историја
До територијалне реорганизације у Хрватској, налазило се у саставу старе општине Карловац.

## Становништво
На попису становништва 2011. године, Хусје је имало 176 становника.

## Попис1991.
На попису становништва 1991. године, насељено место Хусје је имало 259 становника, следећег националног састава:
| Попис 1991.‍ | Попис 1991.‍ | Попис 1991.‍ | Попис 1991.‍ | Попис 1991.‍ |
| ----------- | ----------- | ----------- | ----------- | ----------- |
|             |             |             |             |             |
| Хрвати      | Хрвати      |             | 254         | 98,06%      |
| Срби        | Срби        |             | 2           | 0,77%       |
| непознато   | непознато   |             | 3           | 1,15%       |
| укупно: 259 |             |             |             |             |